# Краснознамённая улица (Екатеринбург)
Улица Краснознамённая (прежнее название: улица Красина) — улица в жилом районе (микрорайоне) «Уралмаш» Орджоникидзевского административного района Екатеринбурга.

## Расположение и благоустройство
Улица проходит с юго-востока на северо-запад параллельно улице Кировградской. Начинается от пересечения с Красных Борцов и заканчивается у перекрёстка улицы Стахановской и Проспекта Орджоникидзе. Пересекается с улицей Ильича (имеется светофор).
Протяжённость Краснознамённой улицы составляет порядка 440 метров.

## История
Улица возникла в начале 1930-х годов под названием «улица Красина» (в честь советского государственного деятеля Леонида Борисовича Красина). Однако вскоре (ещё в 1930-е годы) её по неизвестным причинам решили переименовать в Краснознамённую. Её возникновение связано с формированием и развитием соцгородка «Уралмашзавода» в 1930-е годы. При строительстве завода и соцгорода сильно сэкономили на последнем. Главным был завод, а все остальное финансировалось по остаточному принципу. К 15 июля 1933 году, когда пустили завод, построили совсем намного капитальных кирпичных домов по улицам Ильича, Красина (Краснознамённой), Красных Борцов, Кировградской и Стахановской. Тогда срубили много двухэтажных деревянных домов, сложенных из брёвен (часть из них еще сохранились), причём жить в таком доме считалось «удачей»: дома хорошо держали тепло. Но гораздо больше людей проживало во «времянках»: землянках, бараках и каркасно-засыпных домах.
К началу XXI века на улице не осталось деревянных домов.

## Ближайшие станции метро
В 960 метрах к востоку от начала улицы находится станция метро  «Уралмаш».